# Жана Жулдыз
Жана Жулдыз (каз. Жаңа жұлдыз, до 2008 года — Новокузьминка) — село в Железинском районе Павлодарской области Казахстана. Расположено в 250 км к северу от областного центра — Павлодара и в 112 км к северо-востоку от районного центра — Железинки. Административный центр Казахстанского сельского округа. Код КАТО — 554247100.

## История
Село было основано в 1908 году крестьянами-переселенцами и входило в состав Купинского уезда Томской губернии и называлось по имени Кузьмы Шалягина — Шелягино.
Постановлением Президиума ВЦИК от 12 ноября 1928 года сельские советы Купинского района Барабинского округа Сибирского края: Бисимбиновский, Арыновский и Идигинский и посёлок Кузьминский Альферовского сельского совета были включены в состав Павлодарского округа Автономной Казакской Советской Социалистической Республики. Так как в новом районе Павлодарского округа уже было село Кузьмино, поэтому село Шелягино получило название Новокузьминка.
В 1930 году в селе был создан колхоз «Весёлый труд», который в 1939 году было награждён орденом «Знак Почёта». В 1944—1950 годах колхозом руководила Анна Гейко, ставшая первой в области женщиной-депутатом Верховного Совета СССР. В 1957 году на базе колхозов «Весёлый труд», «Жана-Талап», имени Маленкова, «30 лет Казахской ССР», имени Ворошилова и Урлютюбинской МТС был организован целинный зерновой совхоз «Советский Казахстан».
В 1955 году археолог из Московского государственного университета Людмила Чалая исследовала вблизи села неолитическую стоянку «Пеньки-1» и поселение энеолита «Пеньки-2».

## Население
В 1985 году в селе жили 2028 человек. В 1999 году население села составляло 1183 человека (587 мужчин и 596 женщин). По данным переписи 2009 года, в селе проживало 921 человек (445 мужчин и 476 женщин).